# Campeonato Carioca Série C 2021
In 2021 werd het eerste Campeonato Carioca Série C gespeeld, het vijfde hoogste niveau voor voetbalclubs uit de Braziliaanse staat Rio de Janeiro. De competitie werd georganiseerd door de FERJ en werd gespeeld van 30 mei tot 5 september. Van 2017 tot 2020 werd de Série C ook al gespeeld als vierde hoogste klasse, maar door de invoering van de Série A2 werd de Série C nu de vijfde klasse. Paduano werd kampioen.

## Format
De clubs speelden één keer tegen elkaar. De top vier plaatste zich voor de tweede fase, waarvan de twee finalisten promoveerden naar de Série B2 2021, die aansluitend op de Série C gespeeld werd.

## Voorronde
| Plaats | Club             | Wed. | W  | G | V  | Saldo | Ptn. |
| ------ | ---------------- | ---- | -- | - | -- | ----- | ---- |
| 1.     | Belford Roxo     | 16   | 14 | 0 | 2  | 52:12 | 42   |
| 2.     | Paduano          | 16   | 13 | 2 | 1  | 36:4  | 41   |
| 3.     | Império Serrano  | 16   | 13 | 2 | 1  | 34:6  | 41   |
| 4.     | Búzios           | 16   | 13 | 0 | 3  | 39:14 | 39   |
| 5.     | Independente     | 16   | 10 | 3 | 3  | 36:6  | 33   |
| 6.     | Uni Souza        | 16   | 10 | 2 | 4  | 35:17 | 32   |
| 7.     | CAAC Brasil      | 16   | 9  | 1 | 6  | 29:16 | 28   |
| 8.     | Juventus         | 16   | 8  | 1 | 7  | 26:23 | 25   |
| 9.     | União Central    | 16   | 7  | 1 | 8  | 28:32 | 22   |
| 10.    | Barcelona        | 16   | 6  | 3 | 7  | 20:24 | 21   |
| 11.    | Itaboraí Profute | 16   | 6  | 0 | 10 | 24:30 | 18   |
| 12.    | Santa Cruz       | 16   | 5  | 2 | 9  | 22:25 | 17   |
| 13.    | Atlético Carioca | 16   | 5  | 2 | 9  | 23:39 | 17   |
| 14.    | Bela Vista       | 16   | 4  | 1 | 11 | 17:48 | 13   |
| 15.    | Brasileirinho    | 16   | 0  | 0 | 16 | 0:48  | 0    |
| 16.    | Canto do Rio     | 16   | 0  | 0 | 16 | 0:48  | 0    |
| 17.    | Resende          | 16   | 0  | 0 | 16 | 0:48  | 0    |

Brasileirinho, Canto do Rio en Resende werden uitgesloten omdat ze hun spelers niet tijdig ingeschreven hadden. Al hun wedstrijden werden als een 0-3 nederlaag aangerekend. 
|  | Geplaatst voor tweede fase |
|  | Uitgesloten                |

## Tweede fase
|  | halve finale    | halve finale | halve finale | halve finale |  |         | finale | finale | finale | finale |
|  |                 |              |              |              |  |         |        |        |        |        |
|  |                 |              |              |              |  |         |        |        |        |        |
|  | Belford Roxo    | 1            | 2            | 3            |  |         |        |        |        |        |
|  | Búzios          | 2            | 2            | 4            |  |         |        |        |        |        |
|  |                 |              |              |              |  | Búzios  | 0      |        | 0 (3)  |        |
|  |                 |              |              |              |  | Paduano | 0      |        | 0 (4)  |        |
|  | Paduano         | 1            | 1            | 2            |  |         |        |        |        |        |
|  | Império Serrano | 0            | 1            | 1            |  |         |        |        |        |        |

### Kampioen
| Campeonato Carioca Série C de 2021 |
| Rio de Janeiro                     |
| ---------------------------------- |
| PADUANO Kampioen (1° titel)        |